# Pellicola fotografica

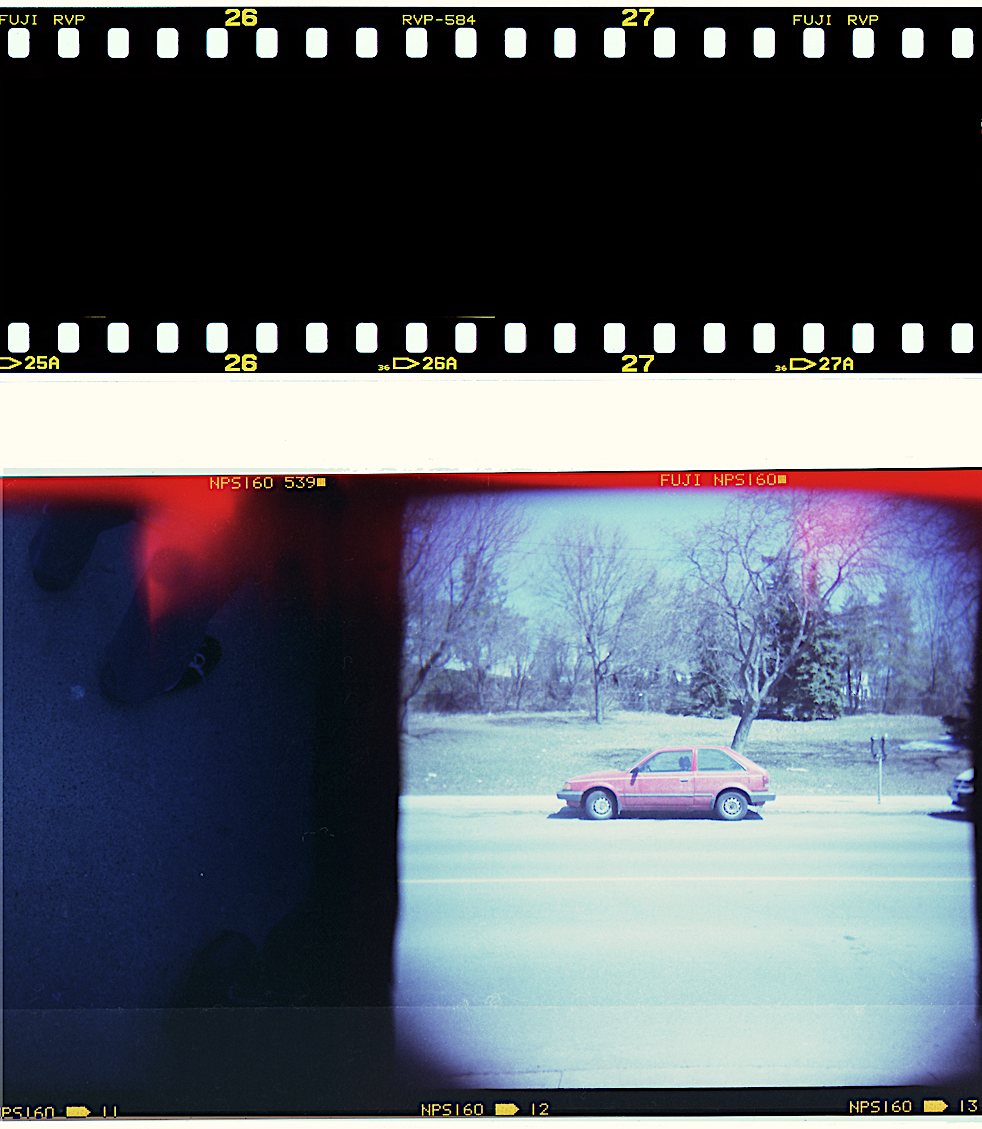
Pellicole per piccolo (24x36) e medio formato (6x6)

La pellicola fotografica è il supporto di natura chimica per "memorizzare" le immagini ottiche, utilizzato nelle fotocamere cosiddette analogiche (per distinzione da quelle digitali), dalla seconda metà del 1800 fino agli anni  2000, con la conversione al sistema digitale. Nonostante un breve periodo di disuso, con l'utilizzo sempre più ampio della fotografia digitale iniziata negli anni 1990, la pellicola fotografica è tornata ad essere usata da artisti, fotografi professionisti e dilettanti, negli anni 2010 e 2020, in tutte le sue varianti, dal piccolo al grande formato, invertibili, istantanee e negative.

## Storia
Le immagini latenti delle fotografie erano inizialmente impressionate utilizzando supporti di rame, vetro o metallo cosparsi di soluzioni fotosensibili dette emulsioni di nitrato d'argento.
Nel 1813 Niépce iniziò a studiare i possibili perfezionamenti alle tecniche litografiche, interessandosi poi anche alla registrazione diretta di immagini sulla lastra litografica senza l'intervento dell'incisore. In collaborazione con il fratello Claude, Niépce cominciò a studiare la sensibilità alla luce del cloruro d'argento e nel 1816 ottenne la sua prima immagine fotografica (che ritraeva un angolo della sua stanza di lavoro) utilizzando un foglio di carta sensibilizzato, forse, con cloruro d'argento.
Nel 1871, Richard Leach Maddox mise a punto una nuova emulsione, preparata con bromuro di cadmio, nitrato d'argento e gelatina. Il 1888 vide la nascita della Kodak N.1 e della pellicola avvolgibile, sulla quale il materiale fotosensibile era cosparso su carta che nel 1891 fu sostituita con una pellicola di celluloide avvolta in rulli, la moderna pellicola fotografica.

## Descrizione
Il supporto di base più comune è un sottile nastro di materiale naturale trasparente, triacetato di cellulosa o sintetico, cioè di poliestere a cui è sovrapposto uno strato antialone per evitare riflessi interni. Gli strati successivi consistono in un'emulsione di micro cristalli di alogenuro d'argento dispersi uniformemente in gelatina animale o in tempi più recenti in gelatina sintetica. La sensibilità alla luce è data dai cristalli di alogenuro, prodotto combinando il nitrato d'argento con sali di alogeni (cloro, bromo e iodio) e può essere variata modificando le dimensioni dei cristalli.
Nelle pellicole bianco/nero è presente un solo strato di emulsione fotosensibile, mentre nelle pellicole a colori sono necessari tre diversi strati, sensibili alle diverse frequenze di luce visibile per formare l'immagine finale, utilizzando la sintesi cromatica sottrattiva.
Questi strati sono disposti uno sopra l'altro e resi sensibili ai colori con delle molecole organiche chiamate sensibilizzatori spettrali. Partendo dal basso, il primo strato è sensibile al rosso, il secondo al verde e il terzo al blu. Tra il verde e il blu è presente uno strato filtro di colorante giallo per evitare il passaggio del blu verso gli strati inferiori.
L'emulsione per usi fotografici è particolarmente tarata per la luce visibile, ma è anche sensibile all'infrarosso, all'ultravioletto, ai raggi X e ai raggi gamma. Per applicazioni scientifiche (fotografia notturna, radiografia e gammagrafia, film-badge, ecc.) si producono pellicole tarate per lo specifico campo di applicazione.
Quando la pellicola viene sottoposta ad un'esposizione controllata di luce attraverso l'obiettivo di una fotocamera, si imprime su di essa un'immagine non visibile della scena ripresa (in pratica un'"attivazione" dei cristalli proporzionale al numero di fotoni ricevuti), chiamata immagine latente. 
È quindi necessario applicare alla pellicola trattamenti chimici in soluzione acquosa, per ottenere la rivelazione di un'immagine visibile e insensibile ad ulteriori esposizioni alla luce, mediante i processi di sviluppo e fissaggio.
L'immagine rivelata è costituita da finissimo particolato di argento metallico (nel caso del B/N), ma con i toni chiaro/scuro invertiti; è formata invece da tre strati sovrapposti di coloranti complementari ai colori primari originali (nel caso del colore).
Per tale motivo in entrambi i casi la pellicola uscita dal trattamento chimico è definita negativa.

## Caratteristiche
La pellicola fotografica esiste in due tipologie: negativa o positiva (detta anche invertibile). Dopo il trattamento, la prima restituisce un'immagine in negativo, quindi è necessario stamparla su carta fotografica negativa per ottenere (dopo ulteriore sviluppo e fissaggio) un'immagine positiva, cioè avente le stesse tonalità caratteristiche della ripresa originale; al contrario, la pellicola per diapositive fornisce direttamente un'immagine positiva, che è possibile proiettare come al cinema, oppure stampare su carta fotografica invertibile, con una inversione (da cui il termine invertibile).
Entrambe le pellicole possono avere la caratteristica di fornire i colori, oppure rappresentare le immagini in bianco e nero. Le pellicole a colori sono tarate per una determinata temperatura di colore, normalmente per luce diurna (o fonti comparabili, come flash elettronici o flash a lampadine azzurrate). Per l'utilizzo con fonti luminose diverse dalla luce naturale si usano apposite pellicole tarate per lampada al tungsteno o lampada fluorescente; alternativamente si utilizzano filtri fotografici di conversione, per l'uso di un tipo di pellicola con diverso tipo di luce.
Altre caratteristiche delle pellicole sono: sensibilità, grana e/o risolvenza, latitudine di posa e contrasto.  

## Trattamenti non standard
È possibile, entro certi limiti, esporre una pellicola a una sensibilità diversa da quella nominale. Con una tecnica chiamata trattamento spinto o "tiraggio" (push processing in inglese), si espone la pellicola come se avesse una sensibilità superiore, ottenendo un'immagine sottoesposta, che in fase di sviluppo richiede un aumento del tempo e/o della temperatura del trattamento per compensarne la scarsa esposizione. Questo procedimento aumenta il contrasto e la grana, ma permette comunque di fotografare anche in condizioni precarie di luce in cui si sarebbe rinunciato a "scattare".
Viceversa, se si sovraespone deliberatamente la pellicola in ripresa, come se avesse una sensibilità inferiore, e si compensa poi la sovraesposizione riducendo il tempo dello sviluppo, si ottengono immagini "soft" caratterizzate da bassi contrasto e saturazione dei colori. È una tecnica utilizzata spesso per ritratti e nudi femminili o per particolari paesaggi, al fine di conferire un aspetto "pittorico" alla foto. 

## Rulli e confezioni
Le pellicole fotografiche sono commercializzate in apposite confezioni a tenuta di luce.
Per le pellicole piane:
- scatole contenenti pellicole di grande formato per uso professionale, da caricare nei telai porta pellicola delle fotocamere da studio una alla volta in camera oscura;
- caricatori contenenti più pellicole sovrapposte di medio formato (film pack), da inserire direttamente nella fotocamera anche in piena luce (ad es. Polaroid).

Le pellicole piane per utilizzo nelle fotocamere a banco ottico sono anche chiamate lastre, con riferimento agli albori della fotografia, in cui il supporto dello strato fotosensibile era una lastra di metallo o di vetro.
Per le pellicole a nastro o "in striscia":
- cassette contenenti due bobine (cedente e ricevente) di facile inserimento ed estrazione dalla fotocamera, pensate per l'utenza popolare meno esperta (ad es. 110, 126.);
- cartucce contenenti la sola bobina piena, destinate (almeno fino all'avvento delle fotocamere super-automatiche), ad un'utenza in grado di "caricare e scaricare" correttamente la pellicola (ad es. rullini 135);
- rullini contenenti la pellicola in spire strettamente avvolte, con carta di protezione al retro per tutta la lunghezza (ad es. 120) o anche soltanto la protezione di un nastro leader, formante le spire più esterne (ad es. 220). Più critici da manipolare e destinati prevalentemente a professionisti ed utenti esperti, in possesso di fotocamere "medio formato".

Le pellicole in striscia possono essere prive di perforazioni (l'avanzamento e il corretto distanziamento dei fotogrammi è affidato ai meccanismi della fotocamera), oppure dotate di una singola perforazione per fotogramma (foro di registro per il corretto distanziamento), con trascinamento a cura della bobina ricevente.  

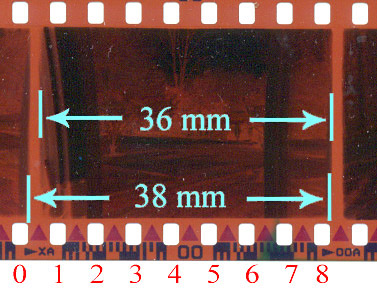

La pellicola 35 mm di derivazione cinematografica, dispone invece di ben 16 perforazioni totali (8+8) per fotogramma, in cui si inseriscono i denti del rullo della fotocamera, che effettua il trascinamento e il distanziamento, con una presa sia superiore che inferiore della striscia. 
La pellicola 35 mm si può anche acquistare a metraggio in barattoli metallici, realizzando un discreto risparmio, ma è considerata una pratica limitata agli esperti più attrezzati, in quanto necessita di una camera oscura o di una certa abilità manuale per le operazioni di taglio della pellicola e di inserimento nelle cartucce 135. Pratica più frequente tra i dilettanti e poco diffusa tra i professionisti, per i quali l'affidabilità del lavoro è preponderante rispetto al risparmio conseguibile. 
La conservazione delle pellicole non esposte richiede temperature inferiori a 15 °C per l'uso nel medio periodo, inferiori a 0 °C per l'utilizzo nel lungo periodo, al fine da evitare il naturale degrado degli alogenuri che portano a dominanti cromatiche o variazioni della sensibilità. Per le pellicole esposte sono invece sufficienti temperature inferiori a 25 °C per il medio periodo e inferiori a 10 °C per il lungo periodo, sempre con umidità compresa tra il 30% e il 50%.

## Pellicole istantanee
A partire dal 1948 la Polaroid Corporation commercializzò un sistema (fotocamere e pellicole "abbinate") che permetteva di ottenere un'immagine positiva in B/N entro qualche minuto dall'esposizione. Tale sistema forniva immagini singole di piccolo formato quadrato, grazie a un film-pack che conteneva per ciascuno "scatto" sia la pellicola negativa che la carta destinata a divenire il positivo, e una fialetta di stagnola con i reagenti chimici di sviluppo e trasferimento a contatto d'immagine. Tirando manualmente una linguetta sporgente, il negativo e il positivo uscivano dalla fotocamera accoppiati in un sandwich, la cui "farcitura" erano i reagenti chimici sparsi dalla fialetta schiacciata. Infine, separando gli elementi del sandwich, si otteneva il positivo (unico) e un negativo da gettare perché non riutilizzabile.
Negli anni sessanta la Polaroid introdusse un film-pack a colori basato sullo stesso sistema, e poi nel 1972 l'innovativo sistema SX-70, basato su una fotocamera automatica SLR ripiegabile e una nuova pellicola a colori in cui negativo, positivo e reagenti erano tutti contenuti nella copia che veniva espulsa automaticamente dalla fotocamera subito dopo lo "scatto" e consentiva di assistere alla comparsa dell'immagine. Sul finire degli anni settanta entrarono in campo anche Fuji e Kodak; quest'ultima in particolare introdusse il sistema Kodak Instant basato su fotocamere e pellicole proprietarie che fornivano immagini rettangolari anziché quadrate. Polaroid tuttavia ravvisò alcune violazioni di brevetto da parte della Kodak e la citò in giudizio. Dopo aver perso la battaglia dei brevetti, Kodak abbandonò il business Instant nel gennaio 1986. Oggi pellicole istantanee sono prodotte da Impossible Project (su specifiche Polaroid) e da Fuji per il proprio sistema.

## Difetto di reciprocità
Il difetto di reciprocità (noto anche come “effetto Schwarzschild” in omaggio all'astrofisico Karl Schwarzschild che per primo lo descrisse), consiste in una deviazione dal corretto rapporto di reciprocità di una pellicola fotografica.
Il rapporto di reciprocità, definito come la relazione tra diaframma e tempo di esposizione per una data velocità della pellicola, è lineare tranne che nelle situazioni in cui il tempo di esposizione è particolarmente breve o lungo. In tali situazioni, gli elementi sensibili presenti sulla pellicola non reagiscono allo stesso modo e possono provocare una risposta alla luce insufficiente (sottoesposizione). Questo problema, chiamato difetto di reciprocità, può essere corretto per una pellicola bianco/nero aumentandone l'esposizione.
Nelle pellicole a colori la risposta alla luce è diversa per ogni strato del materiale fotosensibile, quindi oltre alla sottoesposizione si incorre in dominanti di colore, che si possono correggere con l'utilizzo di appositi filtri.  Il problema è presente anche nelle riprese con flash (il lampo dura in genere molto meno di un millesimo di secondo), che possono presentare immagini con dominante tendente al ciano.
Queste problematiche e la loro soluzione sono illustrate all'interno dei manuali tecnici delle pellicole. Ad esempio, una pellicola 50 ISO, richiede una compensazione dell'esposizione quando si utilizza un tempo di 4 secondi o superiore. La compensazione necessaria nel caso di esposizione di 4 secondi è di 1/3, quindi la pellicola deve essere esposta per circa 5,2 secondi.
La gestione del difetto di reciprocità è importante nella fotografia astronomica, in cui la necessità di lunghe esposizioni porta al limite la risposta della pellicola. Per aumentare la sensibilità della pellicola e renderne la risposta alla luce più lineare, è possibile immergerla in un "forming gas" a 30/40 °C sottovuoto, per diverse ore. Deve poi essere conservata a temperatura inferiore a 0 °C ed estratta, utilizzata e sviluppata in brevissimo tempo.

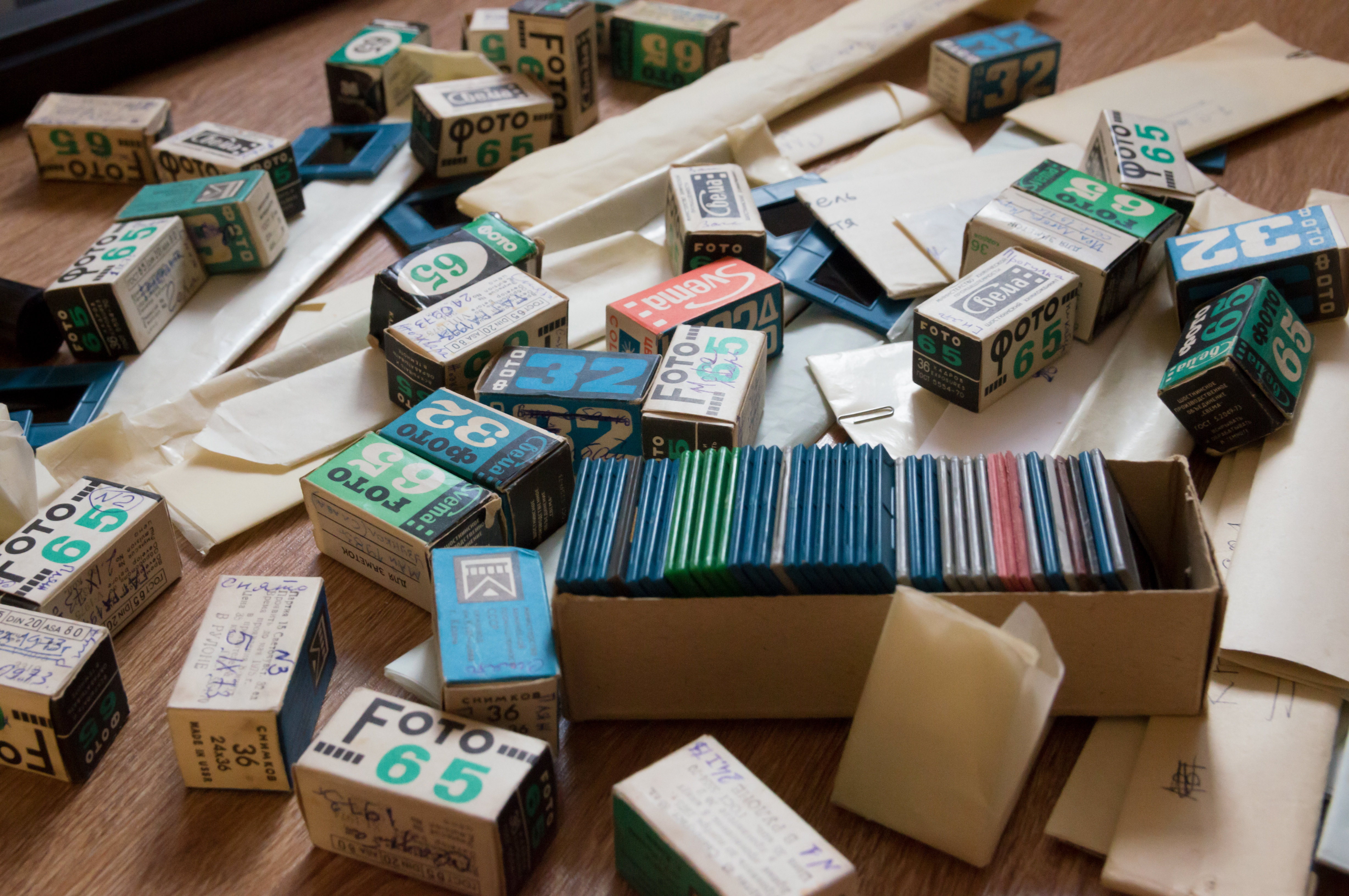

## Produttori
I principali produttori di pellicole fotografiche sono:
- Agfa Photo
- Kodak Alaris
- Fujifilm
- Ilford
- Ferrania (Produzione definitivamente interrotta nel 2009)[1]
- Foma
- Efke Fotokemika (Produzione definitivamente interrotta nel 2012)
- Berrger
- Rollei
- Scotch 3M (Nome commerciale delle pellicole Ferrania dal 1964 al 1999)
- Film Ferrania